# 高崎町東霧島
高崎町東霧島（たかざきちょうつまぎりしま）は、宮崎県都城市の大字。郵便番号は889-4504。人口は495人、世帯数は236世帯（2023年9月1日現在）。旧日向国諸県郡高城郷東霧島村、諸県郡東霧島村、北諸県郡東霧島村、北諸県郡高崎村大字東霧島、北諸県郡高崎町大字東霧島。

## 地理
- 河川：高崎川、
- 山：長尾山、鉢ヶ峰

## 歴史
日向国諸県郡のうち。薩摩藩直轄領と垂水島津家の飛地領。「日向地誌」によると、垂水島津氏領は村内のうち字福元・栗原・稲荷馬場の地で49石余。高城郷（外城）に属す。高城郷の飛地である。戦国期に鹿児島藩主の命で東に移住した郷士や社家があり、松ケ水流には垂水島津氏領から派遣された郷士家がある。薩摩国東郷村出身の河内山源右衛門が安政4年（1858年）に権堀に移住し、開拓に精励した。
神社は東霧島大権現宮と稲荷神社。寺院は東霧島山金剛仏作寺勅詔院がある。稲荷神社は江戸初期の創建で当村の鎮守社である。明治初年（1868年）、東霧島大権現宮は長尾神社と改称し、明治末期に東霧島神社となる。また、金剛仏作寺は明治初年の廃仏毀釈に伴い廃寺となった。

## 沿革
- 明治4年
  - 4月5日（1871年5月23日）- 戸籍法が制定され、縄瀬村と合同の戸長事務扱所が設置される。
  - 7月14日（1871年8月29日）- 廃藩置県により鹿児島県が置かれ、鹿児島県諸県郡東霧島村となる。
  - 11月14日（1871年12月25日）- 第1次府県統合により都城県が置かれ、都城県諸県郡東霧島村となる
- 1873年（明治6年）1月15日 - 宮崎県（第一次）の管轄となり、宮崎県諸県郡東霧島村となる。
- 1876年（明治9年）1月15日 - 鹿児島県の管轄となり、鹿児島県諸県郡東霧島村となる。
- 1881年（明治14年）- 東霧島村・大牟田村・縄瀬村の3村の連合戸長役場が設置される。
- 1883年（明治16年） - 宮崎県（第二次）の管轄となり、同時に北諸県郡が発足。宮崎県北諸県郡東霧島村となる。
- 1884年（明治17年） - 前田村・江平村・笛水村の三ケ村連合戸長役場と合併して大牟田村外五ケ村連合戸長役場が設立。
- 1889年（明治22年）5月1日 - 町村制施行により高崎村が誕生。宮崎県北諸県郡高崎村大字東霧島となる。
- 1940年（昭和15年）2月11日 - 高崎村の町制施行に伴い、宮崎県北諸県郡高崎町大字東霧島となる。
- 1963年（昭和38年）12月1日 - 東高崎駅が開業する。
- 2006年（平成18年）1月1日 - 高崎町を含む北諸県郡の4町が都城市に編入され、宮崎県都城市高崎町東霧島となる。

## 交通

### 鉄道

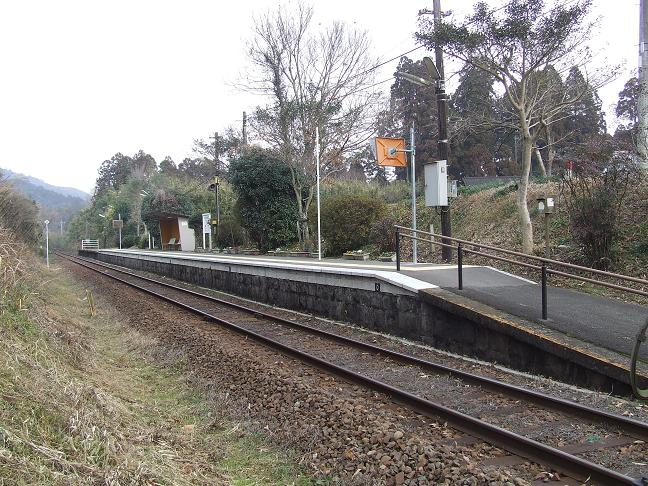
東高崎駅舎

- 九州旅客鉄道（JR九州）
  - ■吉都線（えびの高原線）
    - 東高崎駅

### 道路

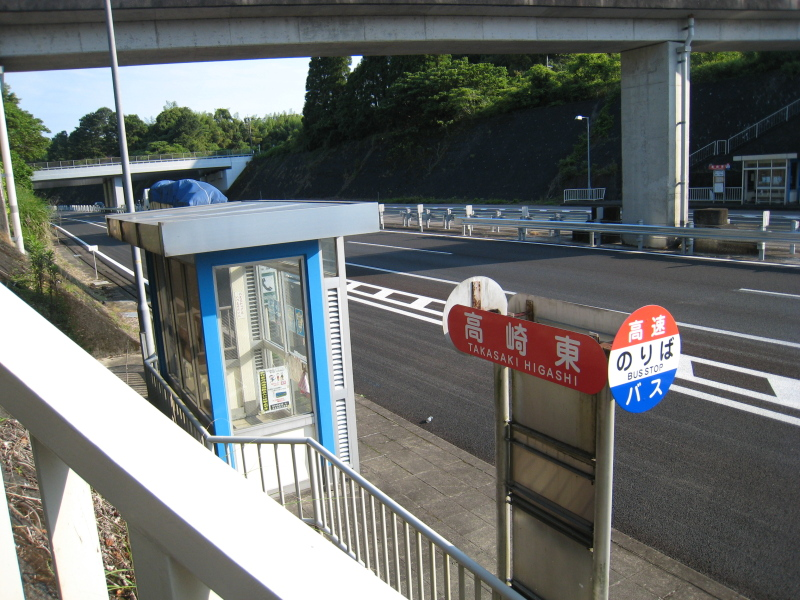
高崎東バスストップ

#### 高速自動車国道
- E10 宮崎自動車道
  - 高崎東バスストップ

#### 一般県道
- 宮崎県道42号都城野尻線

#### その他
- ひむか神話街道

### バス
- 九州産交バス・宮崎交通
  - 高崎東（なんぷう号）
- 高崎観光バス
  - 田中公民館 - 松ヶ水流 -（高崎町大牟田：牟礼水流）- 権堀 - 高崎東 - 東（ラスパ線）

## 名所・旧跡・観光スポット・祭事・催事

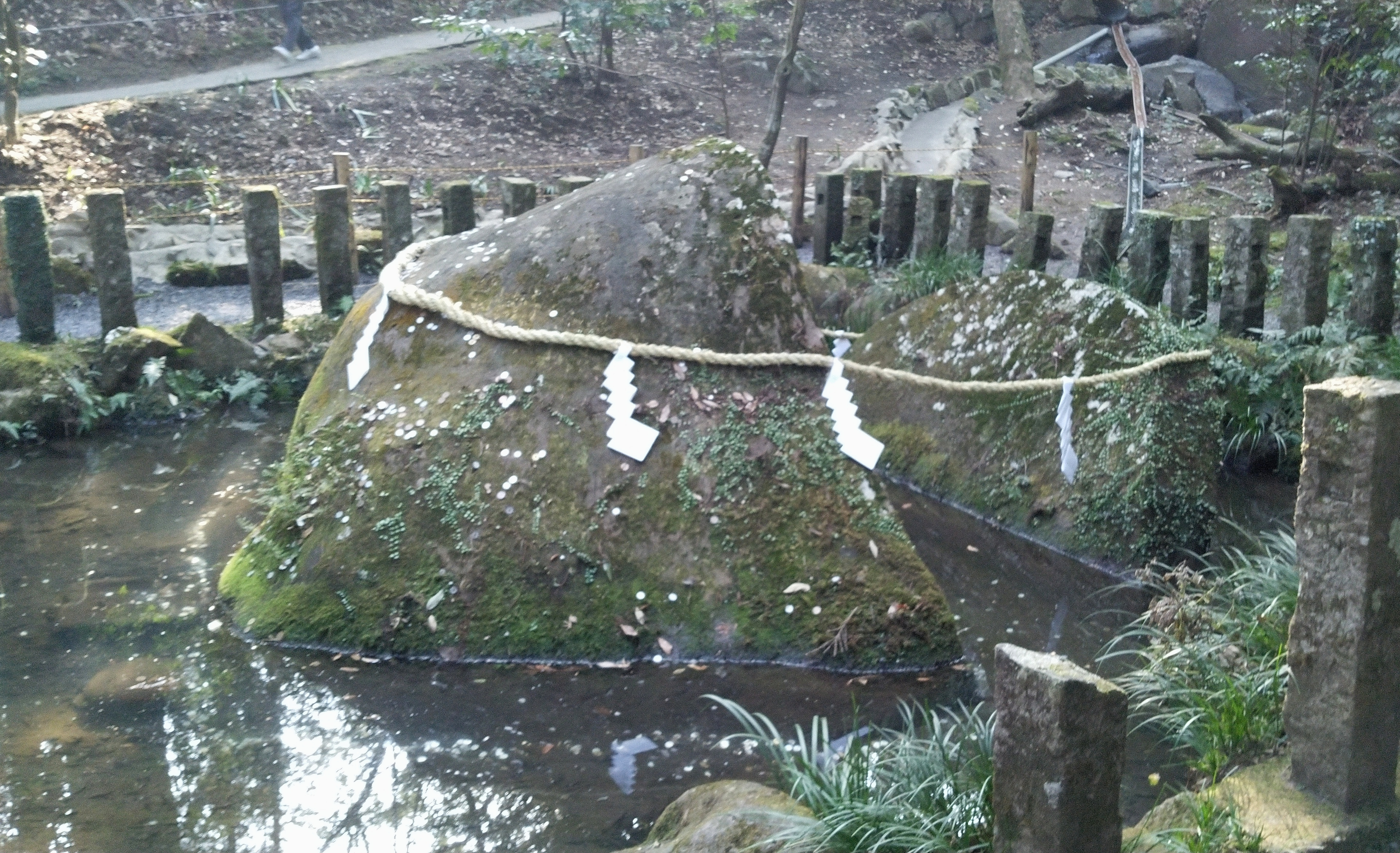
神石

- 東霧島神社
- 八幡社
- 稲荷神社
- 高崎大師堂
- 東霧島梵鐘
- 神石
- 田の神

## 地域

### 高崎町東霧島
- 田中
- 松ケ水流
- 東
- 権堀
- 長尾